# Потапово (Покровское сельское поселение)
Потапово — деревня в Гагаринском районе Смоленской области России. Входит в состав Покровского сельского поселения. Население — 10 жителей (2007). 
Расположена в северо-восточной части области в 21 км к юго-западу от Гагарина, в 14 км южнее автодороги М1 «Беларусь», на берегу реки Малая Гжать. В 22 км северо-восточнее деревни расположена железнодорожная станция Гагарин на линии Москва — Минск. 

## История
В годы Великой Отечественной войны деревня была оккупирована гитлеровскими войсками в октябре 1941 года, освобождена в марте 1943 года. 